# Nybyggarna
Nybyggarna (literalmente: Os Colonos) é um filme sueco, dos géneros aventura e drama, dirigido por Jan Troell, e lançado em 1972.
O filme está baseado nos romances Nybyggarna e Sista brevet till Sverige de Vilhelm Moberg, e conta com a participação dos atores Max von Sydow, Liv Ullmann, Eddie Axberg, Monica Zetterlund, Hans Alfredson e Per Oscarsson.

## Prémios
- Oscar 1973 (EUA) – Nomeado para melhor filme estrangeiro
- Prémios Globo de Ouro 1973 – Melhor filme estrangeiro (juntamente com a sua primeira parte (Os Emigrantes)